# 炭山岭镇
炭山岭镇，是中华人民共和国甘肃省武威市天祝藏族自治县下辖的一个乡镇级行政单位。

## 行政区划
炭山岭镇下辖以下地区：
炭山岭社区、塔窝村、拉卜子村、菜籽湾村、金沙村、上岗岭村、关朵村、阿沿沟村、四台沟村和炭山岭村。

## 交通
- 338国道过境。